# Косцельские
Косцельские (пол. Kościelski)— польский дворянский род герба Огоньчик, происходящий из Великой Польши.
Христин de Kosczel был брестско-куявским воеводой (1398). Владислав Косцельский (1820) был дивизионным генералом турецких войск, под именем Сефер-паши.
Есть еще роды Косцельских, гербов Kościelec, Косцельский и Косцеша